# Notářský kandidát
Notářský kandidát (slovensky notársky kandidát, německy Notariatskandidat, slovinsky notarski pomočnik) je zaměstnanec notáře, který z jeho pověření provádí úkony v činnosti notáře. Notářským kandidátem je ten, kdo je zapsán v seznamu notářských kandidátů vedeném příslušnou notářskou komorou. V roce 2005 bylo v České republice přibližně 130 notářských kandidátů (na zhruba 440 notářů).

## Podmínky pro zápis do seznamu notářských kandidátů
Do seznamu notářských kandidátů zapíše notářská komora každého, kdo splňuje tyto podmínky:
- státní občanství členského státu Evropské unie, jiného státu tvořícího Evropský hospodářský prostor nebo Švýcarské konfederace
- plná svéprávnost
- úplné vysokoškolské vzdělání na právnické fakultě vysoké školy se sídlem v České republice nebo rovnocenné vzdělání v zahraničí
- bezúhonnost
- pracovní poměr u notáře
- alespoň tříletá notářská praxe
- složení notářské zkoušky

Oproti notářskému koncipientovi musí notářský kandidát navíc splňovat podmínku alespoň tříleté notářské praxe a musí mít složenu notářskou zkoušku.

## Činnost notářského kandidáta
Činnost zaměstnanců notáře se považuje za činnost notáře samotného. Proto je notář oprávněn své zaměstnance písemně pověřit k dané činnosti v rámci zákonného limitu. Notář může svého koncipienta písemně pověřit těmito činnostmi :
- sepisováním notářských zápisů o právních jednáních, není-li forma notářského zápisu stanovena pro právní jednání zvláštním právním předpisem, 
  - Kandidát tedy smí např. sepsat kupní nebo darovací smlouvu formou notářského zápisu. Není už ale oprávněn sepsat např. závěť touto formou, i když občanský zákoník nestanoví pro závěť pouze formu notářského zápisu.[4]
- sepisováním notářských zápisů se svolením k vykonatelnosti,[5]
- osvědčováním právně významných skutečností a prohlášení, nejde-li o osvědčování rozhodnutí orgánů právnické osoby, 
  - V rámci tohoto limitu kandidát smí vykonávat tuto činnost:[6]
    - ověřování shody opisu nebo kopie s listinou (tzv. vidimace),
    - ověřováním pravosti podpisu (tzv. legalizace),
    - osvědčení o předložení listiny,
    - osvědčení o protestech směnek a jiných listin, které je třeba předložit k uplatnění práva,
    - osvědčení průběhu valných hromad, schůzí a jednání jiných orgánů právnických osob,
    - osvědčení o tom, že je někdo naživu,
    - osvědčení o jiných skutkových dějích a stavu věcí,
    - osvědčení o prohlášení.
- vydáváním stejnopisů, opisů nebo ověřených opisů a výpisů z notářských zápisů,
- vydáváním potvrzení o skutečnostech známých ze spisů notáře,[7]
- přijímáním a vydáváním úschov,
- vydáváním ověřených výstupů z informačního systému veřejné správy,
- prováděním zápisů a výmazů do Rejstříku zástav,
- vydáváním opisů nebo potvrzení z Evidence právních jednání pro případ smrti,
- vydáváním opisů, výpisů nebo potvrzení z Rejstříku zástav,
- vydáváním opisů nebo potvrzení ze Seznamu listin o manželském majetkovém režimu,
- vydáváním výpisů z evidence Rejstříku trestů,
- prováděním autorizované konverze dokumentů,
- prováděním úkonů kontaktního místa,
- přípravnými a dílčími úkony v ostatní notářské činnosti,[8]
- výkonem právních porad, zastupování v jednání s fyzickými a právnickými osobami a v řízení před orgány veřejné moci, sepisování soukromých listin a zpracování právních rozborů,[9]
- jednotlivými úkony při správě majetku notářem a při zastupování v souvislosti s touto činností,[10]
- prováděním úkonů soudního komisaře.[11]

Oproti notářskému koncipientovi tak má notářský kandidát větší pravomoci. Je-li navíc notářský kandidát pověřen jako zástupce notáře, rozsah jeho činnosti se ještě rozšíří. Podrobnosti jsou uvedeny níže. V rámci notářské činnosti je tedy nutné důsledně rozlišovat pracovní zařazení v rámci notářské kanceláře a navíc rozlišovat, zda notářský kandidát je či není pověřen zastupováním notáře.

## Kárná odpovědnost notářského kandidáta
Notářský kandidát je jako jeden ze zaměstnanců notáře kárně odpovědný za kárné provinění. Tím je závažné nebo opětovné porušení povinností stanovených zákonem, předpisem Notářské komory České republiky nebo usnesením orgánu notářské samosprávy, ale také závažné nebo opětovné narušení důstojnosti notářského povolání jeho chováním.
Za kárné provinění lze uložit kárná opatření:
- písemné napomenutí
- pokutu až do výše dvacetinásobku minimální měsíční mzdy stanovené zvláštním právním předpisem
- odvolání ze zastupování, jde-li o zástupce notáře

## Trvalý zástupce notáře
Na návrh notáře, u něhož je notářský kandidát v pracovním poměru, může být notářský kandidát ustanoven příslušnou notářskou komorou zástupcem dotyčného notáře (tzv. trvalý zástupce). Zástupce tak zastupuje notáře při výkonu notářské činnosti s výjimkou činnosti insolvenčního správce, pokud tuto činnost notář vykonával. Tuto činnost kandidát vykonává jménem zastoupeného notáře, podepisuje svým jménem a používá úřední razítko notáře, kterého zastupuje.
Pro výkon této činnosti musí mít kandidát složený notářský slib. Tuto podmínku může tedy splňovat také emeritní notář odvolaný ze svého úřadu z důvodu dosažení věkového limitu a může zastupovat nově jmenovaného notáře, bude-li u něj v pracovním poměru.
Trvalý zástupce je volbou notáře. Může však nastat situace, kdy notář nebude činnost vykonávat déle než měsíc (např. z důvodu nemoci) a zároveň nebude mít trvalého zástupce. Nemůže-li jej zastoupit notář společník v rámci společné notářské kanceláře, ustanoví notářská komora dočasným zástupcem kandidáta daného notáře s jeho souhlasem. Nebude-li to možné, ustanoví zástupcem daného notáře kandidáta jiného notáře v rámci obvodu stejného okresního soudu se souhlasem daného kandidáta a notáře, u kterého je tento kandidát v pracovním poměru. Tento zástupce se označuje jako dočasný.